# لگزی
لگزی(به کردی: لەگزی، Legzî) روستایی از توابع بخش زیویه در شهرستان سقز است که در استان کردستان ایران قرار دارد.

## جمعیت
این روستا در دهستان صاحب واقع شده و براساس سرشماری سال ۱۳۸۵، جمعیت آن ۳۶۷ نفر (۸۴ خانوار) بوده‌است.